# Kamarwadi, Chitapur
Kamarwadi là một làng thuộc tehsil Chitapur, huyện Gulbarga, bang Karnataka, Ấn Độ.